# 杨胜雄
楊勝雄（1983年6月1日—），台灣舉重運動員。曾代表中華臺北參加過2屆奧林匹克運動會，並在2009年東亞運動會舉重比賽，男子62公斤級獲得银牌。楊勝雄在2004年雅典奧運以280公斤的成績獲得男子62公斤級第9名，並在2008年北京奧運以287公斤的成績同樣獲得第9名。
2010年參加廣州亞運會，以302公斤的成績獲得62公斤级比賽第五名。